# Vādippatti
Vādippatti är en ort i Indien.   Den ligger i distriktet Madurai och delstaten Tamil Nadu, i den södra delen av landet, 2 100 km söder om huvudstaden New Delhi. Vādippatti ligger 193 meter över havet och antalet invånare är 22 441.
Terrängen runt Vādippatti är varierad. Runt Vādippatti är det tätbefolkat, med 442 invånare per kvadratkilometer. Vādippatti är det största samhället i trakten. Omgivningarna runt Vādippatti är en mosaik av jordbruksmark och naturlig växtlighet.